# Pehr Sjöstrand
Pehr Olof Sjöstrand, född 20 juli 1819 i Kristvalla socken, Kalmar län, död 2 november 1905 i Halmstad, var en svensk läkare.
Sjöstrand, som var son till kyrkoherden Anders Sjöstrand och Ielena Catharina Fornander, blev student vid Uppsala universitet 1837, medicine kandidat 1844, medicine licentiat 1849, kirurgie magister 1850 och medicine doktor samma år. Han var distriktsläkare i Skinnskattebergs distrikt, Västmanlands län, 1850–1854, provinsialläkare i Halmstads distrikt 1854–1885, läkare vid Hallands infanteribataljon 1857–1864 och läkare vid länscellfängelset i Halmstad 1857–1894. Han var ledamot av stadsfullmäktige i Halmstads stad under en del år från dess tillkomst, men tog i övrigt inte någon framträdande del i stadens kommunala liv.